# Shieh Su-jean
Shieh Su-jean (* 10. Februar 1969) ist eine ehemalige taiwanische Fußballspielerin.

## Karriere
Shieh spielte im November 1991 für den japanischen Verein Suzuyo Shimizu FC Lovely Ladies. Die Mittelfeldspielerin stand bei der Weltmeisterschaft 1991 im Kader der Nationalmannschaft, die das Viertelfinale erreichte, und kam auf vier Einsätze gegen Italien (0:5), Deutschland (0:3), Nigeria (2:0) und die Vereinigten Staaten (0:7).